# 维尔皮永河
维尔皮永河（法語：Vilpion，法語發音：[vilpjɔ̃]）是法国上法兰西大区埃纳省的河流，是塞尔河的右支流，长42.8千米，发源自普洛米永，于代尔西流入塞尔河。